# Hommage (album)
Pour les articles homonymes, voir hommage.
Albums de Yannick Noah
Frontières
(2010) Combats ordinaires
(2014)
Singles
1. Redemption Song
Sortie : 26 mars 2012
2. Buffalo Soldier
Sortie : 20 août 2012

Hommage est le neuvième album de Yannick Noah, composé de reprises de chansons de Bob Marley, sorti le 28 mai 2012.
Il est numéro un des ventes en France pendant deux semaines, du 28 mai au 10 juin 2012.
L'album sera certifié disque de platine en France pour plus de 100 000 exemplaires écoulés.

## Plages
| No  | Titre                 | Durée |
| --- | --------------------- | ----- |
| 1.  | Burnin' and Lootin'   |       |
| 2.  | Easy skankin          |       |
| 3.  | Redemption Song       |       |
| 4.  | Could You Be Loved    |       |
| 5.  | Jamming               |       |
| 6.  | War / no more trouble |       |
| 7.  | Buffalo Soldier       |       |
| 8.  | I Shot the Sheriff    |       |
| 9.  | Crazy baldheads       |       |
| 10. | Africa unite          |       |
| 11. | Natural mystic        |       |